# (553) Кундри
(553) Кундри (нем. Kundry) — астероид главного пояса, который принадлежит к спектральному классу S. Он был открыт 27 декабря 1904 года немецким астрономом Максом Вольфом в Обсерватории Хайдельберг-Кёнигштуль и назван в честь героини оперы «Парсифаль» Рихарда Вагнера.